# ケーキを食べればいいじゃない
「ケーキを食べればいいじゃない」（ケーキをたべればいいじゃない）とは、フランス語による「Qu'ils mangent de la brioche（訳：ブリオッシュを食べればいいじゃない）」を踏まえた英語の慣用句「Let them eat cake」の日本語訳である。
日本語訳としては、「パンがなければお菓子を食べればいいじゃない」のフレーズでも広く知られる。

## 概要

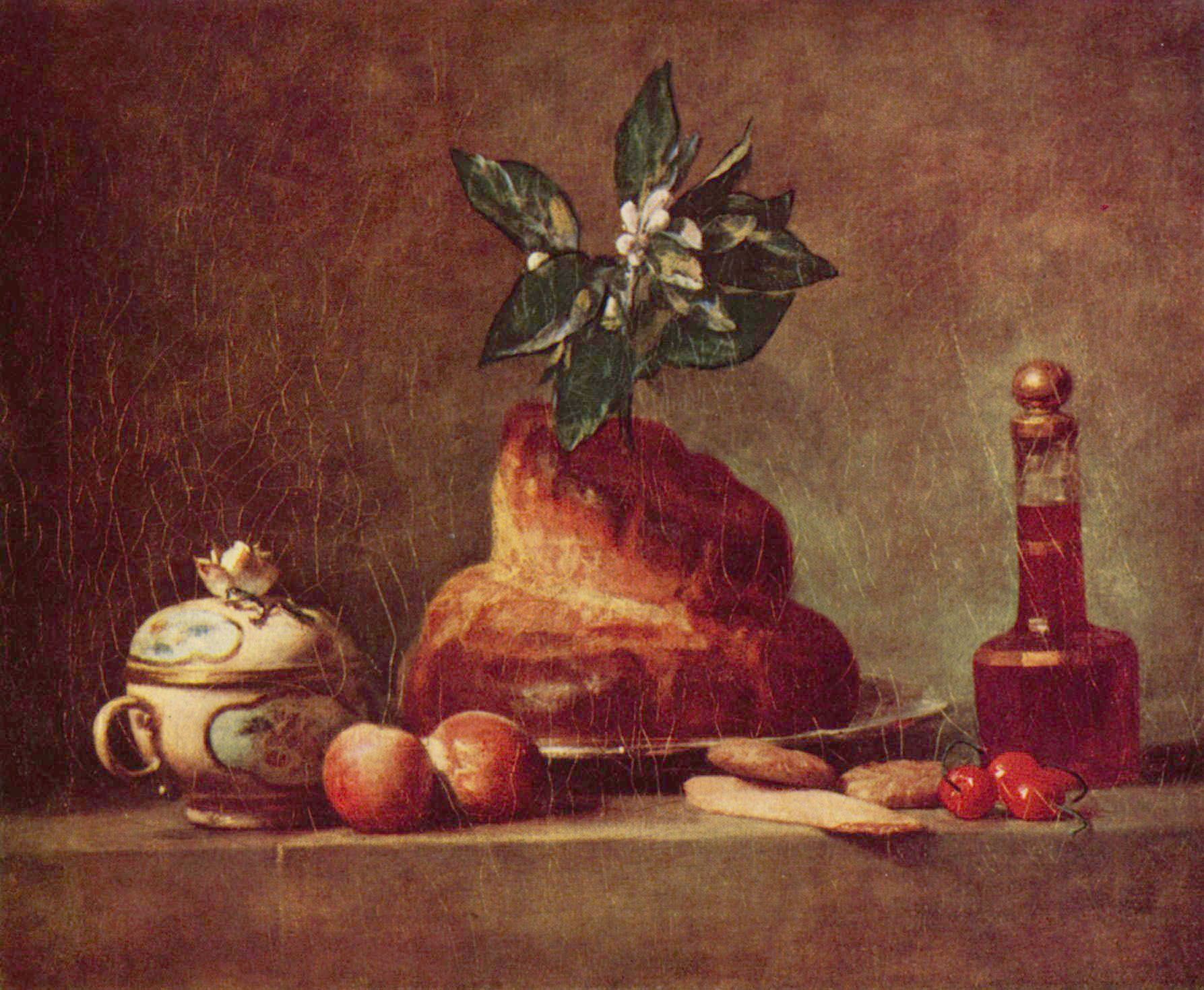
ジャン＝バティスト・シメオン・シャルダンの「ブリオッシュのある静物」

原典は、フランスで発表されたジャン＝ジャック・ルソーの自伝『告白』とされ、原語における「Qu'ils mangent de la brioche（訳：ブリオッシュを食べればいいじゃない）」のフレーズが6巻に登場する。この発言は、「une grande princesse（訳：あるたいへんに身分の高い女性）」が、農民の主食であったパン不足を知らされた際の台詞である（後述の「#初出」を参照）。
原語の「ブリオッシュ」とは、フランスで親しまれる菓子パンの種類を指す。一般的なパンの材料と比べ、その当時に高価とされたバター・卵を使った贅沢な食べ物と考えられ、パン不足に窮する農民へ向けた言葉としては不適切であると推察できる。
また、発言者は、フランス国王ルイ16世治世下のフランスで起こった飢饉の最中、王妃マリー・アントワネットの発言とした逸話が残るものの、実際に発言したという史料は未発見であり、アントワネットの説は否定されている（後述の「#「あるたいへんに身分の高い女性」の諸説」を参照）。
現代においては、発言者の真偽を問わず、英語圏・日本語圏でも一定の認知の元、慣用句として使用されている（後述の「#使用例」を参照）。しかし、アントワネットの発言とされたイメージの強さから、日本の大衆文化においても、アントワネットやフランス革命をモデル・モチーフとした架空の物語上で転用されることがあり、世間知らずや傲慢さを表出させるフレーズである（後述の「#大衆文化における転用」を参照）。

## 初出
「Qu'ils mangent de la brioche（訳：ブリオッシュを食べればいいじゃない）」の初出は、フランスの自伝『告白』（著：ジャン＝ジャック・ルソー、6巻発表：1765年）とされる。『告白』6巻の中で、著者のルソーは、「une grande princesse（訳：あるたいへんに身分の高い女性）」の言葉を思い出す。
Enfin je me rappelai le pis-aller d’une grande princesse à qui l’on disait que les paysans n’avaient pas de pain, et qui répondit : Qu’ils mangent de la brioche.
とうとうある王女がこまったあげくに言ったという言葉を思いだした。百姓どもには食べるパンがございません、といわれて、「ではブリオシュ〔パン菓子〕を食べるがいい」と答えたというその言葉である。

ジャン＝ジャック・ルソー（アラン・ラムジー画）

この女性の正体までは不明だが、本著が、概して非常に不正確な自伝であることを考慮すると、これはルソーの考えたアネクドート（小咄）とも捉えられる。ルソーは至るところで、「事実」を包み隠すことなく認めるのだが、現代の研究者の中では、誤認や歪曲、存在すら怪しいものと検証された。しかし、本著はこのフレーズの初出典拠といえる。
後世に発言者とされたマリー・アントワネット自身は、本作の発表当時、婚約者も決まらない9歳のオーストリア皇女であり、のちにフランスへ嫁ぐのも1770年のことであった 。

## 「あるたいへんに身分の高い女性」の諸説

### マリー・アントワネット説の否定
最初にフランス王妃マリー・アントワネットの発言としたのは、1843年3月刊行の雑誌『雀蜂（原題：Les Guepes）』（著：アルフォンス・カール (Jean-Baptiste Alphonse Karr) ）であった。また、フランス国王ルイ16世治世下の飢饉の最中、アントワネットが「Qu'ils mangent de la brioche（訳：それならブリオッシュを食べれば良い）」と発言したというアネクドートは、ドイツの児童書『点子ちゃんとアントン』（著：エーリッヒ・ケストナー、1931年）に登場する。

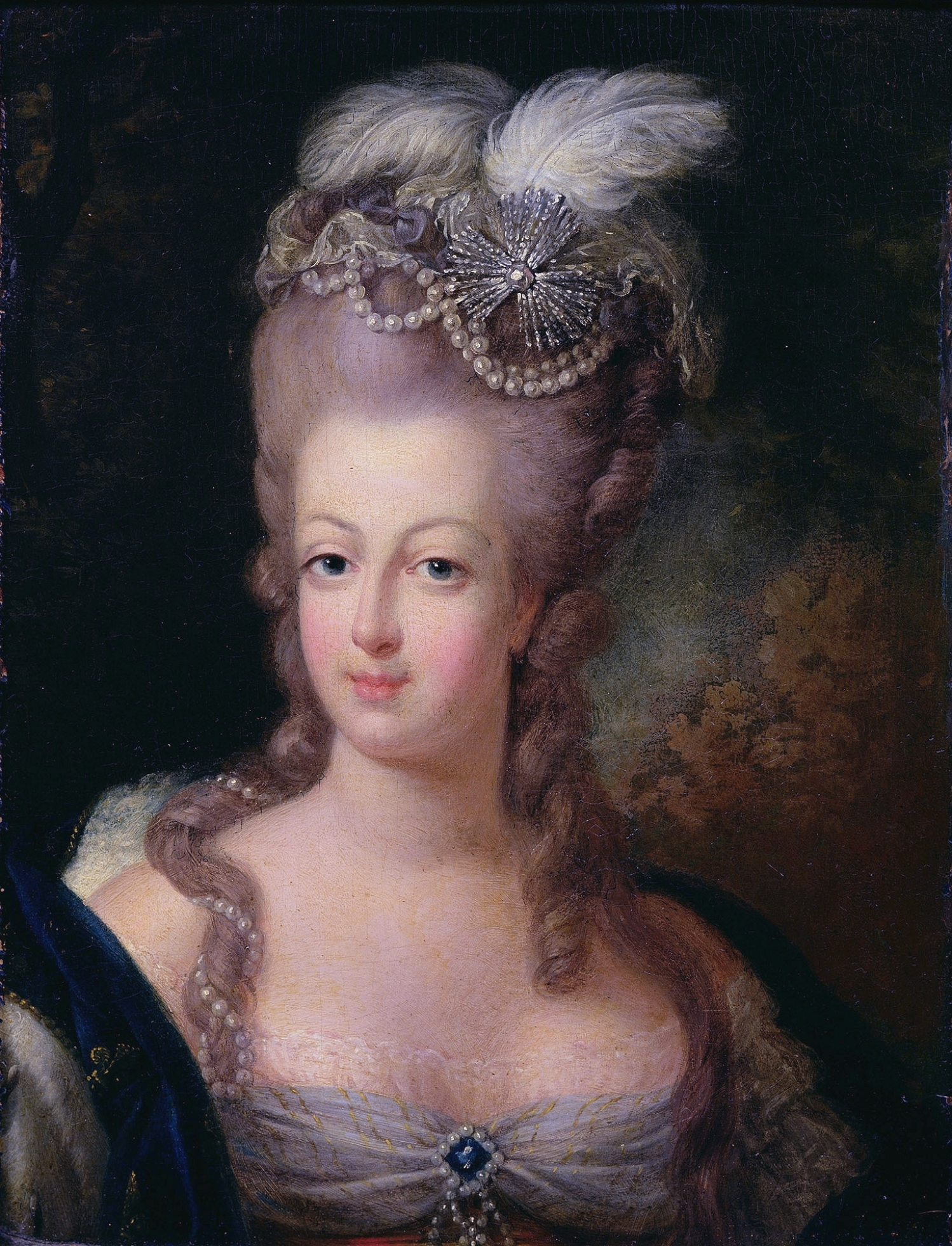
マリー・アントワネット

しかし、フランス革命の時代には、君主制の反対者の側で引用されたことはなく、かつてアントワネット自身がこの言葉を語ったという記録も残されていない。後代における革命派の歴史家によって、当時のフランス上流階級の人間が、いかに物忘れが激しく傲慢かの実例を求めたことから、この台詞が非常に象徴的な意味合いを持つのである。アントワネットの伝記作家は、「フランスの農民と労働者階級にとってパンとは欠くべからざる食料であった。収入に占める支出の割合が、燃料であれば5パーセントであるのに対して、パンのそれは50パーセントに達したほどだ。したがってパンに関する話題ともなればなんでも脅迫的なまでに国家的関心事となった」と論じることで、このフレーズが都合のいいものだったとした。
更に、アントワネットの発言ではないとする検証は、主にアントワネット自身の実際の性格に関する議論、フランス王家の内部証拠、言葉の出所の年代などから行われる。2002年、英語圏におけるアントワネットの伝記の著者アントニア・フレーザーは、、アントワネットが寛大な慈善家であり、耳に届く貧しい人々の惨状には心を痛めていたことからも、アントワネットの発言とする説には大いに問題があるとした。
アントワネットの存命中に起きたフランス国内の深刻なパン不足も、ルイ16世即位前の1775年4月 - 5月の数週間、フランス革命勃発前年の1788年であり、本格的な飢饉が起こったことはなかった。
不幸せな暮らしをしながら私たちに尽くす人々をみたならば、幸せのためにこれまで以上に身を粉にして働くのが私たちのつとめだということはごくごく当然のことです。陛下はこの真実を理解していらっしゃるように思います
特に1775年の際には、「小麦粉戦争（la guerre des farines）」と称された暴動につながり、フランス南部を除く各地で類似の事件が起きる中、アントワネット自身も、故郷・オーストリアの家族に宛てた手紙にその思いを綴っている。
しかし、ゼノフォビアとショーヴィニズムが幅をきかせる国政では、アントワネットの出自がオーストリア人の女性であることと、彼女自身の軽薄さ・浪費癖からも財政逼迫を起こしたことで、アントワネットこそがフランス経済を悪化させたという論には、事実の不正確さを置き去りにしても、「赤字夫人」というあだ名までつけられ、反君主制を提唱する側に好都合であった。
「Qu'ils mangent de la brioche（訳：それならブリオッシュを食べれば良い）」の言が、アントワネットにあるとされた過程を辿る上で、フランス革命勃発直前の頃になると、本格的にアントワネットの人望も失墜し、くわえて、反王政派のリベラリストらによって、誇張や架空の事件、全くの嘘が含まれる王族・王政派を攻撃する物語・記事の発表もあった。王政へと向けられる怒りや不満が高まる中で、アントワネットの発言として仕立て上げられたとしても不思議ではなく、革命後もこの説が定着したのは、事実上最後のヴェルサイユ宮殿における「たいへんに身分の高い女性 / お姫様」だったためと考えられる。

### その他の説
先述の伝記の英語版著者・フレーザーは、同書において、アントワネット以前のフランス王妃であったマリー・テレーズ・ドートリッシュの説を呈した。この説の論拠となるルイ18世の回想録によれば、古い伝承にある発言であり、ルイ18世の家族の間では、1660年代にルイ14世と結婚した「スペインの王女」の言葉として信じられていたと述懐している。
〔「ケーキを食べればいいじゃない」〕は先立つこと100年前のルイ14世の王妃マリー・テレーズの言葉である。この台詞は無関心でものを知らない人間によるものだが、マリー・アントワネットはそのどちらでもなかった
また、ヴェルサイユ宮殿に嫁いできたばかりのアントワネットを翻弄し、メダムと称されたルイ15世の娘たちの内、ソフィー・ド・フランスやヴィクトワール・ド・フランスといった、王家の姫君たちが発言者であるとする説もあった。

## 使用例

### 英語圏
英語では、「Let them eat cake」や口語表現の「Let 'em eat cake」は、英語圏の大衆文化の中でしばしば使用される慣用句であり、表題や台詞として登場する。

#### 引用
- 楽曲「キラー・クイーン」（作詞作曲：フレディ・マーキュリー（クイーン）、発表：1974年）
  - “Let them eat cake”she said just like Marie Antoinette
  - 日本語訳：『ケーキを食べさせておやり』と彼女はマリー・アントワネットのように言った

#### その他
- ミュージカル『レット・エム・イート・ケーク（Let 'Em Eat Cake）』（作曲：ジョージ・ガーシュウィン、初演：1933年）
- アニメーション『ラグラッツ』（制作：クラスキー・クスポ、放送：1993年）
  - 第2シリーズ、第32話「Let Them Eat Cake（邦題：結婚式のケーキ）」
- テレビドラマ『アレステッド・ディベロプメント』（制作：FOX、放送：2004年）
  - 第1シーズン、第22話「Let 'Em Eat Cake（邦題：ウソ発見器についたウソ?）」
- テレビドラマ『Dr.HOUSE』（制作：FOX、放送：2008年）
  - 第5シーズン、第10話「Let Them Eat Cake（邦題：ダイエットの罠）」

### 日本語圏
日本語では、原語・英語版の直訳や訳者の言葉選びから、複数のバリエーションが存在する。

#### 引用
- 漫画『マリー・アントワネットの料理人』（原作：白川晶・作画：里見桂、連載：2006年 - ）
  - 18世紀のフランス宮廷に日本人の料理人がいたという架空の設定による。その中では（通説とは異なり）ブリオッシュがぜいたく品ではなかったとする解釈が示されている。
- 楽曲「マリー・アントワネット」（作詞・作曲：ケンモチヒデフミ（水曜日のカンパネラ）、発表：2013年）[20]
  - お菓子を食べればいいじゃない

## 大衆文化における転用
日本国内の大衆文化においては、革命期のフランスをモデルとした国家やマリー・アントワネットを彷彿とさせる架空人物の台詞などに転用されることがある。
- 漫画『COMIC 悪ノ娘』（原作：mothy_悪ノP・作画：壱加、発売：2014年 - ）
  - VOCALOID楽曲を原曲とした小説のコミカライズ作品。革命期のフランスをモデルとする架空国家・ルシフェニア王国を舞台とし、主人公・アレンの仕える王女・リリアンヌのモデルにはアントワネットの要素が含まれる。
  - 以下の台詞は、王宮の騎士団長が、史実のアントワネット同様にお菓子好きな王女に向けて、食料不足への対応を促した際の会話を愚痴にする場面となる。尚、原曲の歌詞には登場していない台詞だが、王女の傲慢さを表出する「あら、おやつの時間だわ」の台詞が挿入されている。
  - 挙句の果てにあの王女様 なんて言ったと思う？ 『パンが無ければ おやつを食べればいいじゃない』だぜ？—騎士団長：レオンハルト=アヴァドニア、『COMIC 悪ノ娘』第一幕
- 漫画『ティアムーン帝国物語～断頭台から始まる、姫の転生逆転ストーリー～@COMIC』（原作：餅月望・作画：杜乃ミズ、連載：2019年 - ）
  - 小説投稿サイト「小説化になろう」にて連載されるライトノベルを原作とする。革命期のフランスをモデルとする架空国家・ティアムーン帝国を舞台とし、帝国唯一の皇女である主人公・ミーアは、革命勃発ののちに断頭台で処される未来から死に戻る。
  - 以下の台詞は、処刑の瞬間から10年程前に死に戻った直後、血に染まったまま手元に残るミーア自身の日記の内容である。
  - 何がいけなかったの？ パンが無ければ 肉を食べればいいと笑ったから？—ミーア・ルーナ・ティアムーン（20歳時）、『ティアムーン帝国物語～断頭台から始まる、姫の転生逆転ストーリー～@COMIC』第1話、「コロナ EX」公式サイト

## 類似の逸話・不祥事

### 日本
曲淵景漸
1787年（天明7年）、天明の大飢饉により米価が高騰し深刻な米不足が起こった際、北町奉行曲淵景漸は町民からのお救い米の要求に応じず、「以前の飢饉では猫1匹が3匁した、今回はそれほどでもない」や、「犬を食え」、「猫を食え」と放言したとか、「町人は米を食うものではない、米が無ければ何でも食うが良い」と叱りつけたとされた。ただし、お救い願いに対して実際に曲淵がどのような発言をしたのかについては伝わっておらず、困窮した江戸町民の訴えに耳を貸そうとしない町奉行に対して広まった風説とされている。5月頃から江戸では天明の打ちこわしが発生し、曲淵は6月1日に西丸留守居に左遷されたが、その後松平定信の時代に復権し、勘定奉行を務めている。
池田勇人
1950年（昭和25年）12月7日、大蔵大臣・池田勇人が、米価の統制について質問された際の答弁における不適切発言。
江藤拓
2025年（令和7年）5月18日、佐賀県佐賀市で開催された政治資金パーティー「政経セミナー」にて、農林水産大臣（第2次石破内閣）・江藤拓が発した不適切発言に対し、「令和のマリー・アントワネット」との批判が報じられた。本件は、前年2024年から続く米の価格高騰に触れた同氏が、「（私は）買ったことがありません。支援者の方がたくさん下さるのでまさに売るほどある。私の家の食品庫には」などと発言したことに対する各所からの批判の1つとして、立憲民主党・小川淳也幹事長により挙げられる。

### 中国
『晋書』
同書恵帝紀光熙元年（306年）にも同じような話が伝わっている。当時、社会が混乱をきわめ、ついに餓死者が出るほどであったが、当時の皇帝である晋の恵帝は、これを知って「何不食肉糜（何ぞ肉糜を食󠄁わざる）」（「なぜひき肉で作った粥を食べないのか」の意）と述べた。